# Graptoppia cristata
Graptoppia cristata är en kvalsterart som beskrevs av Ohkubo 1996. Graptoppia cristata ingår i släktet Graptoppia och familjen Oppiidae. Inga underarter finns listade i Catalogue of Life.